# タラガ
タラガ（カタルーニャ語: Tàrrega）は、スペイン・カタルーニャ州リェイダ県のムニシピ（基礎自治体）。ウルジェイ郡の中心自治体で、2018年の人口は16,795人であり、面積は88.3km2である。リェイダ県では2番目に面積の大きな自治体である。
自治体公式名称はカタルーニャ語名のTàrrega、カスティーリャ語表記はアクセント符号の向きが異なるTárrega（タレガ）である。
タラガの主要な経済活動は商業と食品加工および冶金工業である。

## 歴史
現在のタラガの起源はバルセロナ伯ラモン・バランゲー1世がタラガ城を征服した11世紀までさかのぼる。それ以降かつての集落は徐々に拡大していった。戦略的要衝に位置したことによって中世のタラガは、近隣のアグラムン、バラゲー、サルベーラを尻目に、経済的にも、そして領土においても著しい発展を遂げた。ユダヤ人共同体の隆盛、見本市と市場、貴金属細工師と職人のギルド、商業の活況、信徒団体、リェイダの自治体政府、学部長本部、ベガリーアの中心都市、バルセロナ伯から発せられる多くの特権、1242年にジャウマ1世によって与えられた自治体行政のための権能の行使と慣習、1458年のジュアン2世によって付与された月曜市を開催する特権など、これら全てによって中世タラガがいかに繁栄を享受し、中心的役割をはたしていたかを知ることができる。

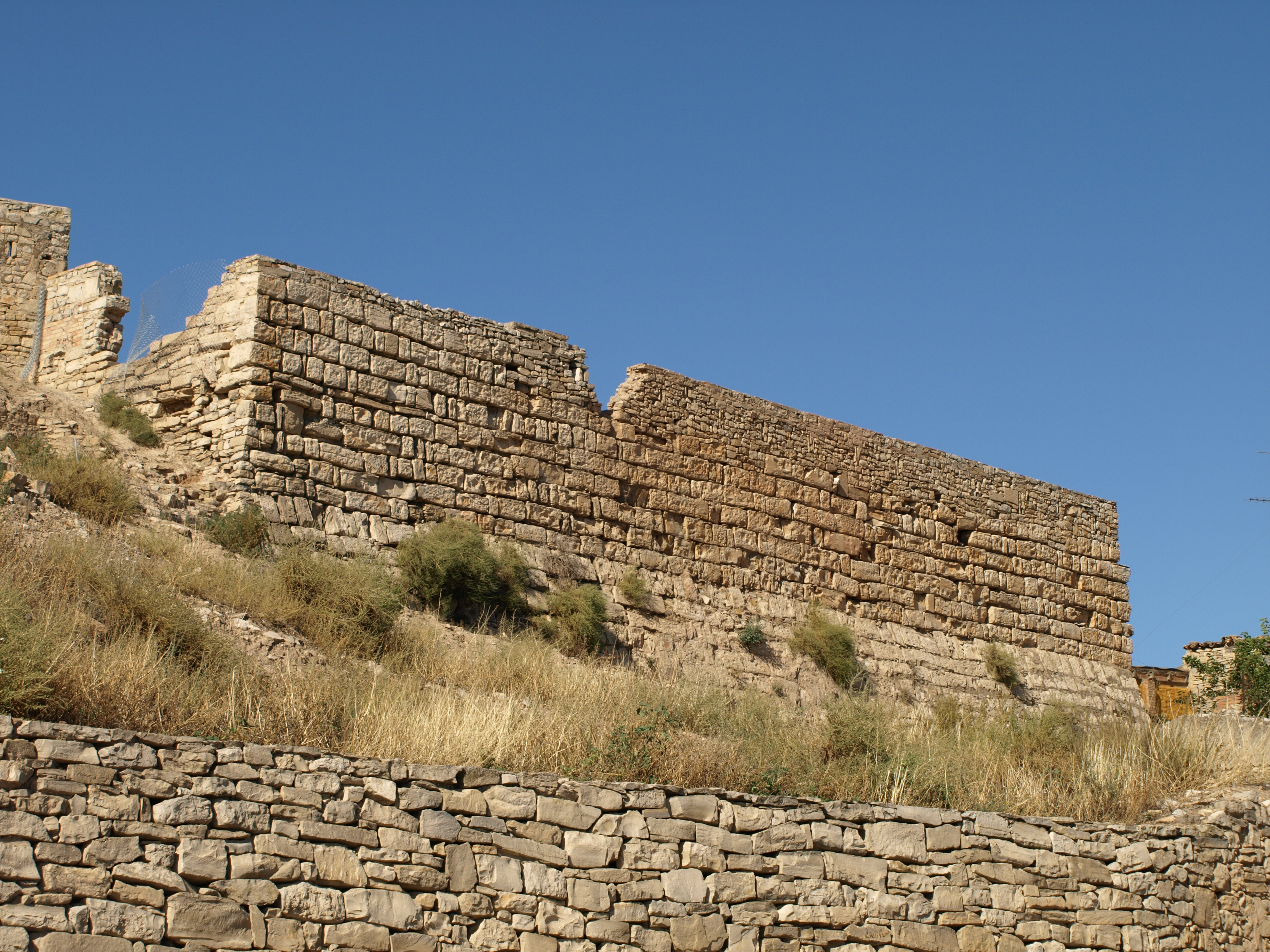
中世のタラガ城

しかし、14世紀の危機はこの繁栄の時代に終止符を打った。ペストによる人口の減少、そして城壁の建設が財政の逼迫をもたらした。社会は混乱し、封建的な強圧と山賊行為により治安の悪化を招いた。
タラガの紋章に鷲を加えることになったカルロス1世の皇帝への選出（1520年）にもかかわらず、15世紀から19世紀までの間、タラガは徐々に農村化、硬直化が進行し、少数の一族に支配される恐怖に満ちた社会へと変貌していった。危機は進行し、さまざま場面に広がっていった。それらのうち最も深刻なものは戦争によるものであった。1462年から72年、1640年から52年、1705年から14年、1808年から12年、1822年から23年にかけての戦争と3度にわたるカルリスタ戦争は街に多大なる被害をもたらした。
18世紀は国民経済協会（Sociedad Económica de Amigos del país）を通じての拡大の世紀、巨大プロジェクトの世紀であった。しかし、構造的なものに起因する問題はそのままにされ、1780年からの悪化はこの新しい動きに水を差すこととなった。

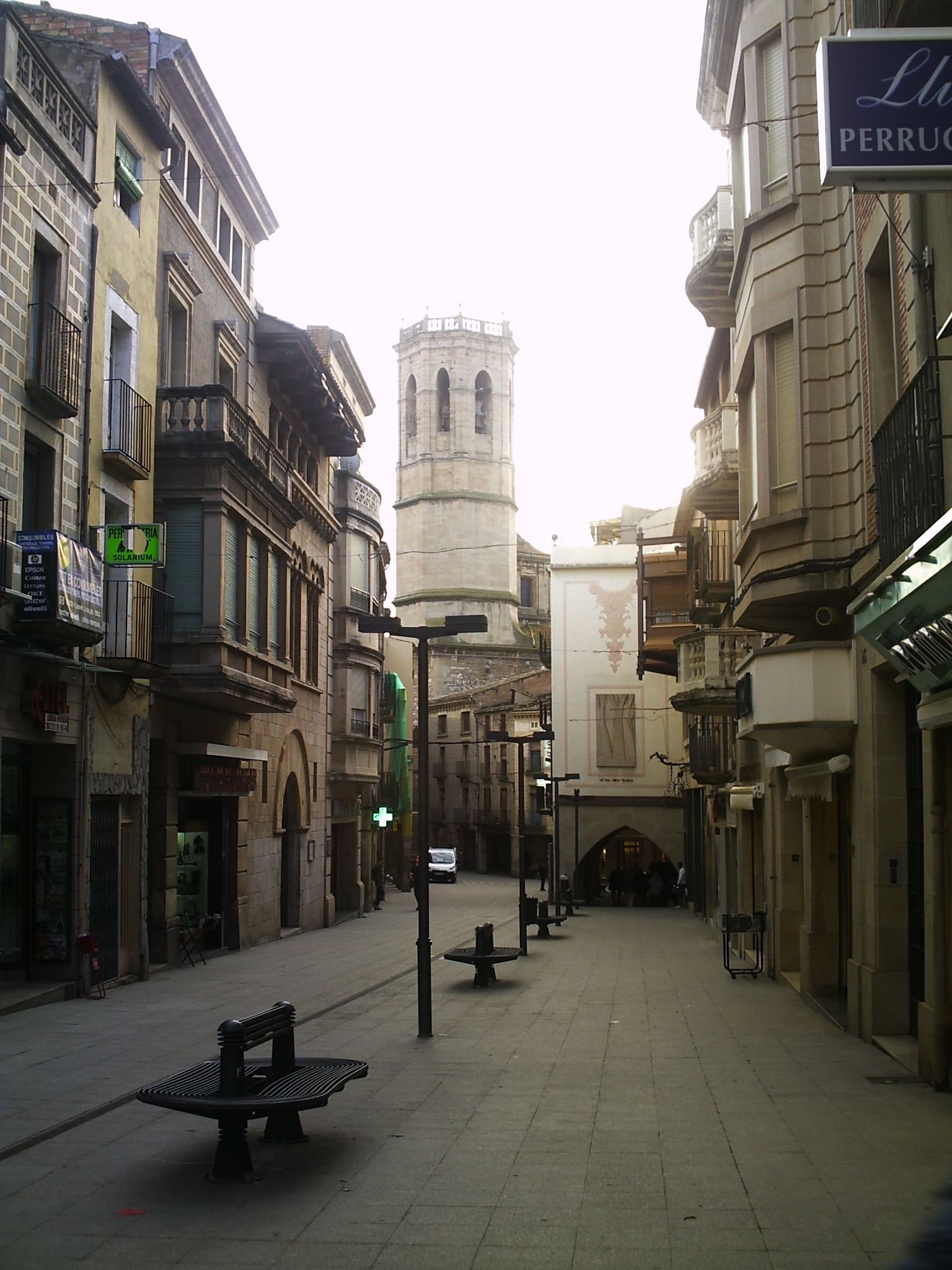
旧市街地区のカルマ通り

1672年鐘楼が倒壊した、そしてロマネスク・ゴシック様式の古い教会が半壊した。それ以降18世紀の間は公共工事の時代となった。新しい教会と鐘楼が建てられ、集落の家という家が修復され、騎兵隊の宿営施設、将校の兵舎などが建設され、通りは石畳舗装が施された。
タラガ19世紀の大半は農業に負うだけの貧しい時代遅れの集落のままであった。この世紀の後半、一連の重大事件が起こると徐々にではあるが、コマルカの中心自治体としての様相と度合が変化の兆しを見せ始めた。マンレーザ－タラガ－リェイダ間の鉄道の開設（1860年）、ウルジェイ運河の完成（1862年）、サンタ・テクラの水飲み場とその後の城壁の工事（1874年）、アルフォンソ12世による都市の称号の認可（1884年）、そして1890年代から1900年代にかけての生活インフラ（水道、電気、電信電話など）の一連の工事の開始とコマルカ内を結ぶ道路の整備は新しい都市の発展のための最大の関心事であった。
20世紀は時に急激に、またある時は停滞気味に、政治は動いていき、タラガは都市の名にふさわしい人口を擁する街へと変貌していった。商工会議所（1905年）、信用金庫（1910年）、森林愛好者協会（1913年）、J.トラパート工業（1914年－1915年）、ウルフェオー・ノバ・タラガ、学芸教会（1919年）などといった経済と文化を担う機関や企業体の創設がタラガの社会生活を形作っていった。とはいえ、ヌゲーラ・パリャレーザの水力を利用した工事が地元の商工業を構築・強固なものにすることになるのである。
第二共和国政府とカタルーニャ自治政府は文化的インフラとより近代的な教育の設立を目指した。また、この時期には一連の都市プロジェクトと公共サービスが計画されたが、1930年代後半にスペイン内戦が勃発したことで実施に至らずに終わった。スペイン内戦による経済および社会の停滞や、1930年代末からのフランコ独裁政権によって、1960年代に経済的産業的な発展が起こるまでタラガ経済が回復することはなかった。

## 文化
タラガにはロマネスク様式やゴシック様式の建物が数多く存在する。フロレスタ侯邸宅は13世紀建造、サン・アントニ教会は14世紀建造である。市の北東には、広大なサント・エロイ国立公園がある。

## 関連人物

### 出身者
- ジョアン・カプデビラ - サッカー選手。

### 居住者
- マヌエル・デ・ペドロロ - 小説家。

## 姉妹都市
- ブライ (ジロンド県)、フランス